# Île Chichagof

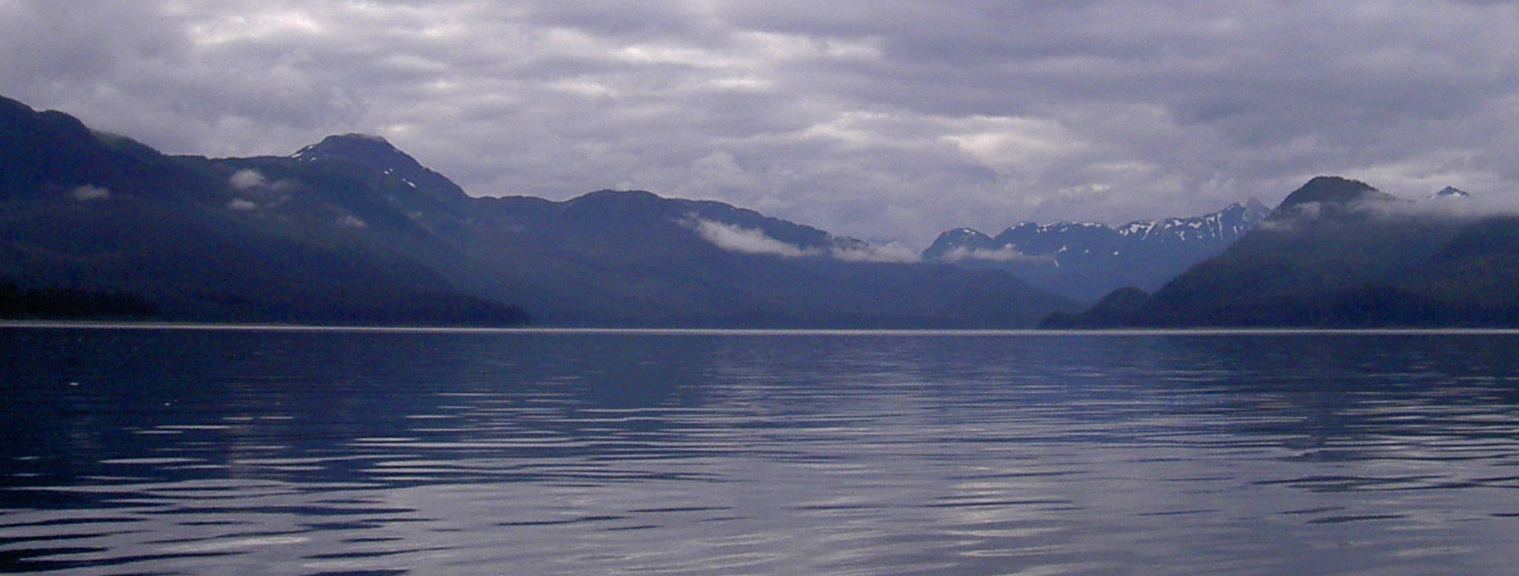

L'île Chichagof (en anglais Chichagof Island) est une des îles de l'archipel Alexandre en Alaska du Sud-Est et une des îles ABC.  
Longue de 120 km pour 80 km de large, elle a une superficie de 5 306 km2. Sa population, au recensement de 2000, était de 1 342 habitants.  L'île est située au nord de l'île Baranof (aussi appelée île Sitka). Elle est bordée par le détroit de Chatham à l'est, le détroit Icy  au nord-est, le Cross Sound au nord-ouest, le golfe d'Alaska à l'ouest et le détroit Peril (Peril Strait) au sud. Tous ces détroits et golfe font partie d'un espace maritime plus important, les eaux côtières de l'Alaska du Sud-Est et de la Colombie-Britannique. 
L'île et son ancienne capitale, russes jusqu'en 1867, portent le nom de l'amiral Vassili Tchitchagoff, un explorateur russe.